# Glutamato monossódico

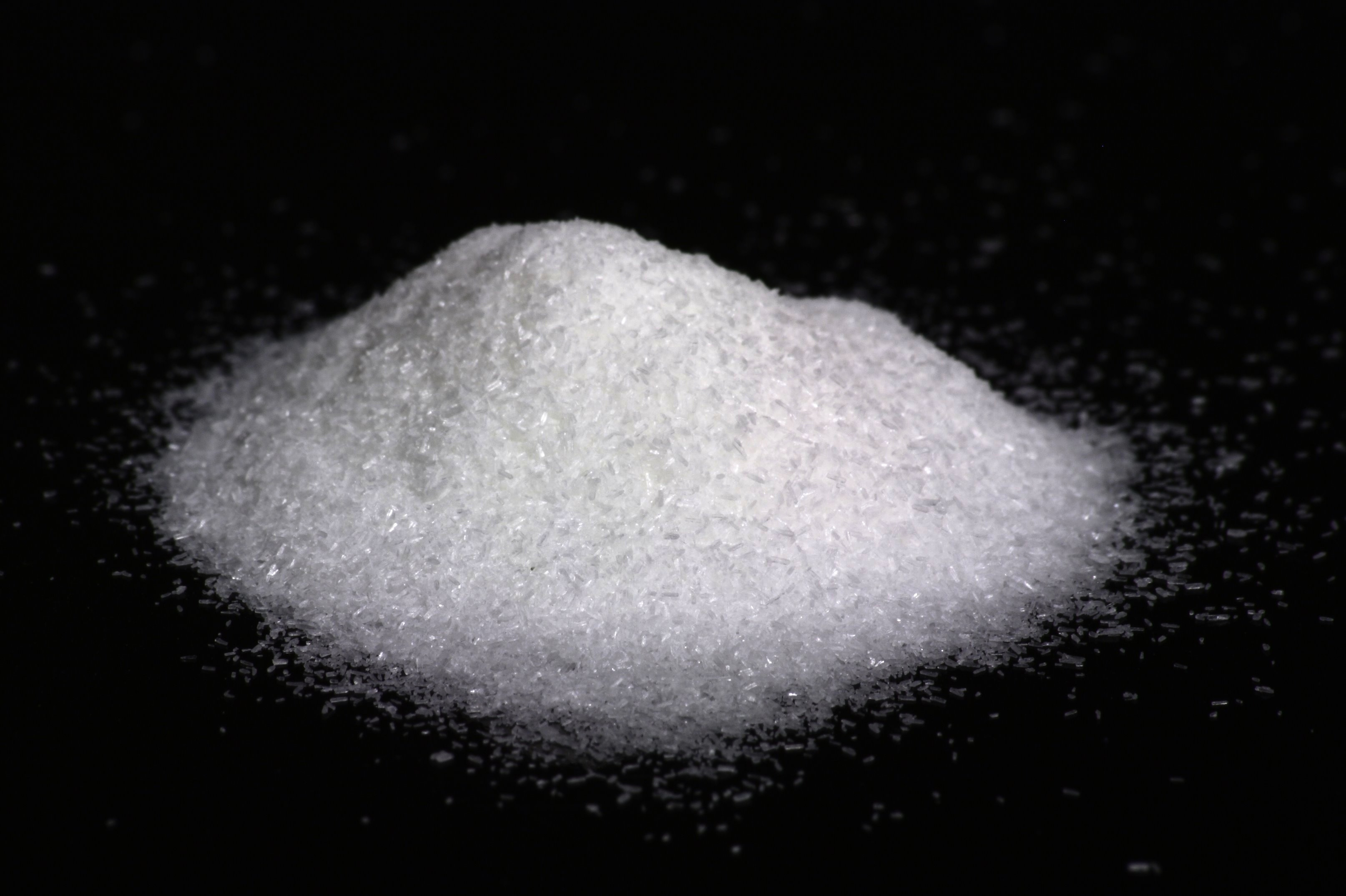
Glutamato monossódico

O glutamato monossódico (sigla em inglês MSG - monosodium glutamate) é o sal sódico do ácido glutâmico, um dos aminoácidos não essenciais mais abundantes que ocorrem na natureza, que é encontrado naturalmente em alimentos como tomate e cogumelos. O glutamato monossódico é utilizado em alimentos com o objetivo de proporcionar o gosto umami, também chamado de quinto gosto básico, sendo classificado na legislação brasileira como realçador de sabor. Tecnologicamente, o produto é utilizado para equilibrar e harmonizar a percepção total do sabor dos alimentos, quando misturado aos outros ingredientes.

## Descoberta do glutamato monossódico
Em 1908, o professor Kikunae Ikeda isolou o ácido glutâmico como uma nova substância de gosto a partir da alga marinha Laminaria japonica, kombu, através de extração aquosa e cristalização.
Ele notou que o caldo japonês de katsuobushi e kombu tinha um gosto peculiar que não tinha sido descrito cientificamente naquela época. Chamou-o de umami, e o classificou como o quinto gosto básico, pois era diferente dos outros quatro gostos já descritos, como o doce, salgado, azedo ou amargo.
Para verificar o potencial gustativo "umami" do glutamato ionizado, o professor Ikeda estudou as propriedades de gosto de vários sais de glutamato como os de cálcio, potássio, amônio e magnésio. Todos os sais provocaram o gosto umami, além de um certo gosto metálico, devido aos outros minerais. Entre esses sais, o glutamato monossódico era o mais solúvel e saboroso, além de cristalizar com facilidade.
O professor Ikeda apresentou uma patente do glutamato monossódico para produzí-lo. O empresário Saburosuke Suzuki iniciou a produção comercial de glutamato monossódico em 1909 como AJI-NO-MOTO®, que significa "a essência do sabor" em japonês. Foi a primeira vez que o glutamato monossódico foi produzido no mundo.

## Produção e propriedades químicas
O primeiro processo de produção do glutamato monossódico foi através da hidrólise de proteínas vegetais com ácido hidroclorídrico para romper ligações peptídicas. O glúten de trigo era usado para hidrólise, porque contém mais de 30g de glutamato e glutamina em 100g de proteína (1909-1962). Como a demanda de produção de glutamato monossódico estava crescendo, novos processos de produção foram estudados, como a síntese química direta com acrilonitrila, que foi utilizada de 1962 – 1973 e a fermentação bacteriana, que é o método utilizado atualmente.
A fermentação bacteriana é um processo semelhante à produção do vinho, vinagre ou do iogurte. O sódio é adicionado através da etapa de neutralização.
Durante a fermentação, bactérias selecionadas do gênero Corineformes são cultivadas em um meio contendo amônia e carboidratos extraídos de fontes como beterraba, cana-de-açúcar ou mandioca, liberando, após um processo metabólico, aminoácidos no caldo da cultura, de onde o L-glutamato é isolado. Kyowa Hakko Kogyo Co Ltda. desenvolveu o primeiro método de fermentação industrial para produzir L-glutamato.
Hoje em dia, o rendimento da conversão e a taxa de produção de açúcares para glutamato continuam a melhorar a produção industrial de glutamato monossódico, o que permite acompanhar a demanda.
O produto final após filtragem, concentração, acidificação e cristalização é glutamato puro, sódio e água. Ele tem a aparência de um pó branco cristalino e inodoro que, em solução, se dissocia em glutamato e sódio quando em solução aquosa.
Em geral, o glutamato monossódico é estável sob as condições de processamento de alimentos. Durante o cozimento, o glutamato monossódico não se decompõe, mas como outros aminoácidos, ocorrerá escurecimento ou reações de Maillard na presença de açúcares em temperaturas muito altas.

## Utilização do glutamato monossódico
O glutamato monossódico puro não tem, necessariamente, um gosto saboroso por si só. Associado a algo saboroso e nas quantidades recomendadas, o glutamato monossódico possui a capacidade de realçar outros compostos ativos que conferem sabor, como aromas, proporcionando o equilíbrio e harmonização do sabor geral de certos pratos.
O glutamato monossódico pode ser utilizado na preparação de carnes, peixes, aves, muitos legumes, molhos, sopas e marinados. Contudo, como outros gostos básicos, o glutamato monossódico melhora a palatabilidade das preparações nas concentrações corretas. O excesso de glutamato monossódico pode prejudicar o sabor de um prato.
O glutamato monossódico também tem sido utilizado para reduzir as concentrações de cloreto de sódio em alimentos produzidos industrialmente. Apesar de conter sódio na molécula, o conteúdo de sódio (em percentual de massa) no glutamato monossódico é aproximadamente duas vezes mais baixo (12%) do que no cloreto de sódio (39%).
Há um cálculo geral que, para preparar 500g de alimento, usa-se uma colher de chá de sal. Quando essa quantidade é substituída por metade de glutamato monossódico (meia colher), é possível reduzir em, aproximadamente, 37% a concentração de sódio no prato, sem perder a aceitação do paladar.

## Segurança do glutamato monossódico como um realçador de sabor
Organismos nacionais e internacionais que avaliam a segurança de aditivos alimentares consideram MSG seguro para consumo humano como um realçador de sabor. O "complexo dos sintomas relacionados ao glutamato monossódico", que foi originalmente denominado como "síndrome do restaurante chinês", pelo pesquisador Robert Ho Man Kwok, que, informalmente, relatou os sintomas que sentiu após comer refeições em restaurante chineses.
Kwok sugeriu vários motivos por trás dos sintomas, incluindo álcool presente no vinho de cozimento, o conteúdo de sódio ou o tempero glutamato monossódico. Porém, o glutamato monossódico tornou-se o foco dos relatos, sendo associado as sintomas característicos da suposta síndrome, desde então.
Com o passar dos anos, a lista de sintomas não específicos tem crescido, mas sem comprovações exatas de seu mecanismo. Em condições normais, os humanos têm a capacidade de metabolizar glutamato, proveniente naturalmente nos alimentos ou na forma de glutamato monossódico, no intestino delgado.
O glutamato monossódico possui toxidade aguda bastante baixa. A dose letal oral para 50% da população teste (DL50) está entre 15 a 18 g/kg p.c. (peso corpóreo) em ratos e camundongos respectivamente, cinco vezes maior do que a DL50 de sal (3 g/kg p.c. em ratos).
Portanto, a ingestão de glutamato monossódico como um aditivo alimentar e o nível natural de ácido glutâmico em alimentos não representam uma preocupação toxicológica em humanos.
Um relatório da Federação das Sociedades Americanas de Biologia Experimental (FASEB), publicado em 1995, em nome da Agência Regulatória para Alimentos, Medicamentos e Cosméticos dos Estados Unidos (FDA) concluiu que glutamato monossódico é seguro quando "consumido em níveis habituais" e, embora pareça existir um subgrupo de indivíduos aparentemente saudáveis que respondem ao complexo dos sintomas do glutamato monossódico quando expostos a 3 g de glutamato monossódico na ausência de alimentos, casualidades por glutamato monossódico não foram estabelecidas, porque a lista do complexo dos sintomas do glutamato monossódico foi baseada em depoimentos de indivíduos que se diziam sensíveis.
Esse relatório também indica que não existem dados para suportar o papel do glutamato monossódico em doenças crônicas e debilitantes. Um ensaio clínico multicêntrico duplo-cego controlado não conseguiu demonstrar o relacionamento entre o complexo dos sintomas do glutamato monossódico e o consumo de glutamato monossódico em indivíduos que acreditavam reagir adversamente ao glutamato monossódico. Nenhuma associação estatística foi demonstrada, houve poucas respostas e elas eram inconsistentes. Sintomas não foram observados quando glutamato monossódico foi consumido junto com alimentos.
O controle adequado da tendência experimental inclui estudo experimental duplo-cego placebo controlado (DBPC) e a aplicação em cápsulas, por causa do gosto residual forte e único dos glutamatos. Em um estudo realizado por Tarasoff e Kelly (1993), 71 participantes em jejum receberam 5 g de MSG e, em seguida, receberam um café da manhã padrão. Houve apenas uma reação e foi ao placebo em um indivíduo que se autoidentificou sensível ao glutamato monossódico.
Em um estudo diferente feito por Geha et al. (2000), foi testada a reação de 130 indivíduos que relataram sensibilidade ao glutamato monossódico. Vários ensaios DBPC foram realizados e apenas os indivíduos com pelo menos dois sintomas prosseguiram. Apenas duas pessoas em todo o estudo responderam em todos os quatro testes. Por causa dessa baixa prevalência, os pesquisadores concluíram que a resposta ao glutamato monossódico não foi reprodutível.
Estudos adicionais que analisaram se glutamato monossódico causa obesidade forneceram resultados confusos. Houve vários estudos que investigaram uma ligação entre glutamato monossódico e asma, que evidências atuais não suportam nenhuma associação causal.
Uma vez que o aminoácido glutamato é utilizado como neurotransmissor excitatório no cérebro humano, com um papel importante no aprendizado e na memória, existem estudos em andamento realizados por neurologistas sobre os possíveis efeitos colaterais do glutamato monossódico nos alimentos, mas não há estudos conclusivos mostrando quaisquer desfechos, sejam eles positivos ou negativos. Pesquisadores crêem que tal ausência de conexões é dada devido a seletividade da barreira hematoencefálica para este aminoácido supracitado.

### Austrália e Nova Zelândia
O órgão de regulamentação de alimentos da Austrália e Nova Zelândia (FSANZ, Food Standards Australia New Zealand) menciona " um grande número de evidências em estudos científicos" para negar explicitamente qualquer ligação entre glutamato monossódico e "efeitos colaterais graves" ou "efeitos duradouros", e declaram que o glutamato monossódico "seguro para a população em geral". Entretanto, descreve que em menos do que 1% da população, indivíduos sensíveis podem ter efeitos colaterais "transitórios" como "dor de cabeça, dormência/formigamento, rubor, rigidez muscular e fraqueza generalizada" com uma grande quantidade de glutamato monossódico ingerida em uma única refeição. Pessoas que se consideram sensíveis ao glutamato monossódico são incentivadas a confirmar isso através de uma avaliação clínica apropriada.
A norma 1.2.4 do código de padrões alimentícios da Austrália e Nova Zelândia requer que a presença de glutamato monossódico como um aditivo alimentar seja rotulada em alimentos embalados. O rótulo deve conter o nome de classe do aditivo alimentar (por exemplo, realçador de sabor), seguido pelo nome do aditivo alimentar, glutamato monossódico, ou seu número Sistema de Numeração Internacional (INS), 621.

### Estados Unidos
O glutamato monossódico (MSG) é uma das diversas formas de ácido glutâmico encontrado em alimentos, em grande parte porque este, sendo um aminoácido, é comum por natureza. O ácido glutâmico e seus sais também podem estar presentes em uma grande variedade de outros ingredientes, incluindo proteínas hidrolisadas vegetais, levedura autolisada, levedura hidrolisada, extrato de levedura, extratos de soja e isolado de proteína, que devem ser rotulados com esses nomes comuns.
O FDA considera que rótulos com frases  "Sem glutamato monossódico" ou "Sem adição de glutamato monossódico" sejam enganosos se o alimento contiver ingredientes que sejam fontes de glutamato livre, como proteína hidrolisada. Em 1993, o FDA propôs a adição da frase "(contém glutamato)" aos nomes comuns ou habituais de certas proteínas hidrolisadas que contêm grandes quantidades de glutamato.
Na versão de 2004 do livro Comida & Cozinha, o entusiasta de alimentos e autor Harold McGee afirma que "[após muitos estudos], toxicologistas concluíram que o glutamato monossódico é um ingrediente inofensivo para muita gente, mesmo em grandes quantidades."

### Toxicidade
Os sintomas relacionados à ingestão do glutamato monossódico ocorrem em aparentemente pequena porcentagem do público geral que é sensível a ele. Tais indivíduos costumam apresentar sintomas após 15 a 45 minutos a ingestão, com os sintomas mais fortes durando cerca de 2 horas, podendo continuar com a enxaqueca por um período mais prolongado. Apesar de alimentos como tomate, cogumelos e queijos, conter o glutamato em sua forma natural, não se sabe se a forma isolada do aminoácidos tem efeitos diferentes no organismo.